# Aristolochia punjabensis
Aristolochia punjabensis är en piprankeväxtart som beskrevs av John Henry Lace. Aristolochia punjabensis ingår i släktet piprankor, och familjen piprankeväxter. Inga underarter finns listade i Catalogue of Life.